# Écot
Écot es una comuna francesa situada en el departamento de Doubs, en la región de Borgoña-Franco Condado.

## Demografía
| 214 | 226 | 254 | 363 | 365 | 388 | 491 |
| Para los censos de 1962 a 1999 la población legal corresponde a la población sin duplicidades (Fuente: INSEE [Consultar]) |     |     |     |     |     |     |